# Папюс
Папю́с (фр. Gérard Encausse, dit Papus); 13 липня 1865 — 25 жовтня 1916) — французький (напів-француз, напів-іспанець за походженням) містик, письменник та лікар. Справжнє ім'я — Жерар Анаклєт Вінсент Анкосс. Відомий, перш за все, як автор близько 425 робіт з магії, кабали і таро. Був, очевидно, найпопулярнішим автором з цих тем наприкінці XIX — початку XX століть. Актуальність його книг пояснюється перш за все компіляторським талантом. Папюс викладав традиційні західні окультні ідеї у дуже спрощеному, конспективному вигляді, зрозумілому «невтаємниченим». Це, з одного боку, викликало критику в адресу Папюса за «примітивізацію сакральних знань», а з іншого — робило його твори цікавими навіть з суто літературної точки зору.

## Папюс як містик
- 1887 року вступив до теософічного товариства, проте незабаром з нього вийшов.

- З 1888 року Папюс починає випускати власний журнал «Ініціація», який проіснував аж до Першої світової війни.

- 1891 року Папюс створив орден «Superieurs Inconnus», який став відомим як Орден мартіністів. Він був заснований на двох забутих масонських обрядах.

- 1893 року Папюс був одним з перших висвячений у єпископи Гностичної церкви («Gnostique Eglise») — організації, яка позиціонувала себе як «справжніх» масонів на відміну від регулярного масонства, основним звинуваченням у бік якого був відхід від віри в Єдиного Всевишнього.

## Папюс і Росія
Діяльність Папюса була тісно пов'язана з Російською імперію та її масонством. Він відвідував її 1901, 1905 і 1906 року з лекціями. За твердженнями Жана Бріка, Папюс заснував Мартініську Ложу в Царському Селі, очолювану Миколою II, якого Папюс консультував у прийнятті державних рішень, а також застерігав від впливу Григорія Распутіна, який переслідував свої цілі, протилежні цілям імператора.
За легендою, також Папюс на прохання Миколи II викликав дух Олександра III, батька імператора, який передбачав його повалення від рук революціонерів. Жерар Анкосс обіцяв відстрочувати виконання пророцтва, до тих пір, поки буде живий. Справді, Микола II був скинений лише через 141 день після смерті Папюса.
За іншими версіями, Мартініська Ложа була заснована в Росії графом Валеріаном Муравйовим-Амурським, братом міністра юстиції, прийнятим близько 1895 Папюсом в Орден мартіністів.

## Під час першої світової війни
Під час Першої світової війни Папюс, який завжди виступав проти насильства і розбратів між людьми, вступив на фронт, щоб виконувати свій лікарський обов'язок. Він рятував кожного пораненого, не дивлячись, до якої з ворогуючих сторін той належав. Там Папюс заразився туберкульозом, що став для нього смертельним.
Помер 25 жовтня 1916 року у віці 51 року, похований на кладовищі Пер-Лашез.

## Орден після смерті Папюса
Будучи рушійною силою Ордена Мартіністів , Папюс був незамінний. Після його смерті в Ордені зародилися розбіжності, і він розпався на кілька груп, не згодних одна з одною у поглядах. І тим не менш, 1951 року Орден був відроджений згідно з працями Папюса його сином, Філіпом Анкоссом. Сьогодні Орден Мартіністів є в Україні і представлений групами: "Меркава" в м.Київ , LUX ARCANA в м.Київ, "Gloria Domino" в м.Вишневе, Київської області. Також функціонують декілька гуртків (кіл) в різних містах України.